# كلية الشريعة (جامعة أم القرى)
تعدُّ كلية الشريعة والدراسات الإسلامية بجامعة أم القرى بمكة المكرمة أولى الكليات الشرعية في المملكة العربية السعودية؛ فقد تأسست في عهد جلالة الملك عبدالعزيز بن عبد الرحمن آل سعود رحمه الله عام 1369هـ، وبدأت بذلك أولى التجارب الرائدة للتعليم في المملكة العربية السعودية والخليج العربي، وبذلك تعد من أوائل الكليات الشرعية على مستوى العالم العربي والإسلامي.
- في عام 1373هـ أُسند الإشراف عليها إلى وزارة المعارف، وتم تغيير اسمها إلى كلية الشريعة والتربية.
- في عام 1382هـ تم اعتماد اسمها كلية الشريعة والدراسات الإسلامية، بينما أصبحت كلية التربية كلية مستقلة.
- في عام 1385هـ أنشئ بها قسم التاريخ والحضارة الإسلامية، وبذلك ضمت الكلية ثلاثة أقسام، هي قسم الشريعة، قسم اللغة العربية، وقسم التاريخ والحضارة الإسلامية.
- في عام 1388/1389هـ، أنشئ قسم الدراسات العليا الشرعية بفرعيه الفقه والأصول، والكتاب والسنة.
- في عام 1391هـ أصبحت جامعة الملك عبد العزيز الأهلية في جدة مؤسسة حكومية، وضُمت إليها كلية الشريعة والدراسات الإسلامية في مكة المكرمة، وأصبحت إحدى كلياتها. كما فُتح باب الانتظام للطالبات في مرحلة البكالوريوس للدارسة في أقسام الكلية الثلاثة، بعد أن فُتح لهن باب الانتساب في عام 1388/1389هـ.
- في عام 1392/1393هـ، تم فصل تخصص الحضارة، وأصبح قسماً مستقلاً باسم قسم الحضارة والنظم الإسلامية، وأنشئ قسم القضاء، وقسم الاقتصاد الإسلامي في عام 1401/1402هـ، وقسم الدراسات العليا التاريخية والحضارية في عام 1403هـ. وكانت الدراسات العليا قبل ذلك في قسمي التاريخ الإسلامي والحضارة والنظم الإسلامية، كما أسس مركز الدراسات العليا الإسلامية المسائية، وسُمى في عام 1417هـ، مركز الدراسات الإسلامية.
- في عام 1405هـ أنشئت شعبة المحاسبة بقسم الاقتصاد الإسلامي، ثم صارت قسماً مستقلاً في عام 1421/1422هـ، كما تم دمج قسم الحضارة والنظم الإسلامية مع قسم التاريخ الإسلامي، وعاد لاسمه الأول وهو قسم التاريخ والحضارة الإسلامية.
- في عام 1431هـ تم دمج قسم الدراسات العليا الشرعية مع قسم الشريعة، وقسم الدراسات العليا التاريخية والحضارية مع قسم التاريخ والحضارة الإسلامية.
- في عام 1433هـ، تم افتتاح البرنامج الموازي للدراسات العليا في أقسام الكلية.في عام 1434هـ، تم فتح باب القبول للطالبات في مركز الدراسات الإسلامية، كما تمت الموافقة على تأسيس الجمعية العلمية السعودية لعلم الأصول ومقاصد الشريعة، وقد انبثق عن كلية الشريعة والدراسات الإسلامية أربع كليات هي:
- كلية الدعوة وأصول الدين، والتي تأسست عام 1401هـ.
- كلية اللغة العربية، والتي تأسست عام 1401هـ.
- كلية الدراسات القضائية والأنظمة، والتي تأسست عام 1432هـ.
- كلية العلوم الاقتصادية والمالية والإسلامية، والتي تأسست عام 1432هـ.

## الرؤية
منارة مكية ذات تأثير عالمي ومرجعية أكاديمية متميزة في علوم الشريعة والتاريخ.

## الرسالة
صرح أكاديمي رائد يقدم برامج علمية معتمدة ومنتجات بحثية متميزة في علوم الشريعة والتاريخ يخدم المجتمع الإسلامي والعالمي بكوادر أكاديمية مرموقة تطبق معايير الجودة وتستثمر مستجدات التقنية وتبني الشراكات الفاعلة.

## أقسام الكلية
قسم التاريخ والحضارة الإسلامية:
يسعى القسم إلى تقديم برامج أكاديمية ومهنية، للنهوض بالدراسات التاريخية والحضارية، وإحياء التراث الإسلامي، وإبراز الإنجازات العمرانية والصناعية والنظم الإسلامية في السياسة والاقتصاد والتعليم والإدارة، وسائر المجالات الحياتية الأخرى، والتي قدمها المسلمون كنماذج حية لمعنى التقدم والتطور في مختلف الجوانب الحياتية.
قسم الشريعة:
يهدف القسم إلى تقديم برامج أكاديمية تتوافق مع الشريعة الإسلامية، والمعايير الوطنية والعلمية لتأهيل خريجين ذوي كفاءة عالية، مزودين بالمعرفة والمهارة والقدرة والأخلاق، للمساهمة في البحث العلمي وخدمة المجتمع.
ويقوم القسم بمواكبة التطورات المعاصرة.